# Teatr Modrzejewskiej Legnica

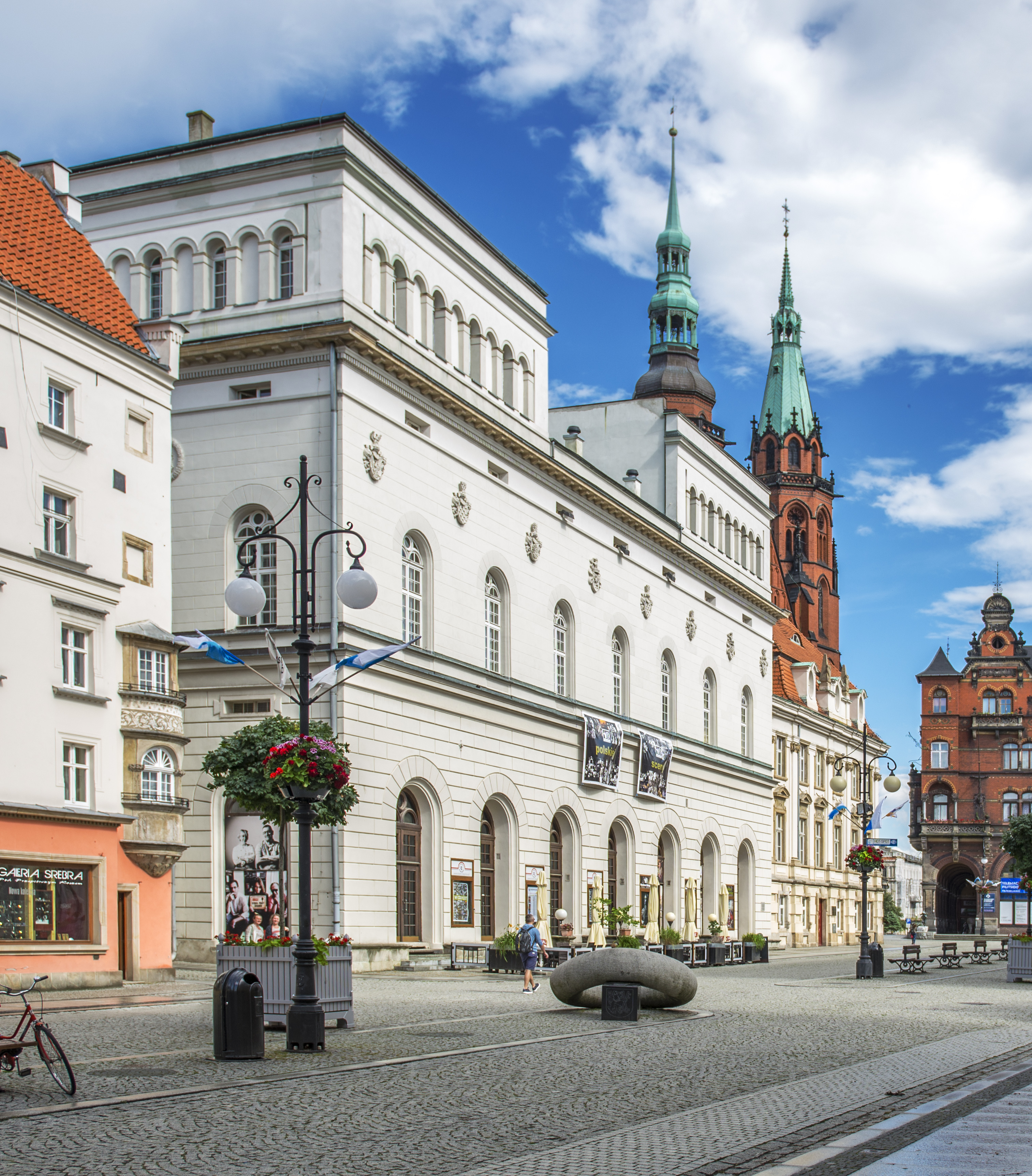
Teatr Modrzejewskiej Legnica

Das Helena-Modrzejewska-Theater (poln. Teatr im. Heleny Modrzejewskiej w Legnicy) am Liegnitzer Ring ist das Stadttheater von Legnica (Liegnitz) in Polen. Es ist nach der Schauspielerin Helena Modrzejewska benannt.

## Geschichte
Das Haus wurde von Carl Ferdinand Langhans erbaut, dem Architekten der Gebäude der Breslauer Oper und der Theater in Leipzig und Stettin.
Im Gebäude des Theaters von Liegnitz wirkten im Laufe der Zeit drei unterschiedliche Theaterinstitutionen:
- Deutsche Stadttheater Liegnitz (1842–1944)
- Russisches Dramatisches Theater der Nordgruppe der sowjetischen Streitkräfte (1946–1964)
- Polnisches Dramatisches Theater (seit 1977)

## Frühe Theatergeschichte
Frühe Theateraufführungen in Liegnitz fanden im Rahmen von Schultheaters am städtischen Gymnasium statt. Belegt sind solche Aufführungen für 1530 und 1590. Auch Jesuitentheater ist in Liegnitz belegt. Für 1773–1174 sind 28 Aufführungen der Wäserschen Gesellschaft und für 1764 Gastspiele der Truppe von Johann Gottfried Vogt belegt.
Ein erster dauerhafter Spielort war der Comediensaal im Obergeschoss des Kaufhauses an der Ostseite des Großen Rings zwischen Fimmlergasse und Fischmarkt. Zu längeren Gastspielen hielten sich 1811 die Theatergesellschaft Faller, 1812 Radicke, 1811, 1813 und nach 1822 Butenop in Liegnitz auf. Der Ruf nach einer angemessenen Spielstätte wurde lauter. Zu dieser Zeit bestand ein Konflikt um vormalige Gewandhaus der Tuchmacher, das an das barocke Rathaus grenzte. Das Gewandhaus war 1833 eingestürzt und wurde bis 1839 abgetragen. Die letzte Vorstellung im Comediensaal fand 1842 statt.
Die Stadtverordnetenversammlung beschloss 1838, dass ein neues Theater gebaut werden solle, jedoch lehnte der Magistrat wegen knapper Finanzen zunächst ab. Nach einer Vollstreckungsklage bei der niederschlesischen Regierung musste der Magistrat das Bauvorhaben angehen und beauftragte die Architekten Schwarz und Haller. Dann aber wurde, in Anbetracht der knappen Stadtkasse, Carl Ferdinand Langhans konsultiert. Dieser legte im April 1841 einen Gegenentwurf vor, der dann zügig ausgeführt wurde. Am 25. Dezember 1842 wurde der Bau mit der Jubelouvertüre von Weber, Prolog von Henriette Hanke und "Der Sohn der Wildnis von  Friedrich Halm eröffnet. Erster Direktor war Karl Heinrich Butenop.

## Architektur
Der Bau steht auf einem relativ kleinen aber hochwertigen Bauplatz.  Wohl entsprechend der exponierten Lage an der Hauptstraße gab Langhans dem Bau die Form eines Florentiner Renaissancepalazzo. Das Gebäude hat drei auf sieben Achsen und drei Geschosse.  Ein markantes Stockwerksgesims und ein profiliertes auskragendes Kranzgesims betonen die Längsdimension des Baus. Der Bau trägt zwei halbgeschosshohe, belvedereartige Dachaufbauten. In die mit Fugenschnitt strukturierte Putzfassade sind im Erdgeschoss der Fassade sind große von Keilsteinbögen überwölbte Rundbogenöffnungen eingeschnitten, denen im 1. Stock schlankere Rundbogenfenster entsprechen. Keller und Erdgeschoss dienten in den ersten Jahren als Lager- und Geschäftsräume genutzt. Möglicherweise zitiert Langhans auch den vorherigen Baum das Gewandhaus. Den außen vorgeführten Geschossen entsprechen im Inneren mindestens fünf Etagen, so dass die Außenfassade reine Dekoration ist.
Eine Vorgabe des Baus war es, dass der Zuschauerraum auch als Ballsaal genutzt werden konnte. Deshalb ist das Parterre so tief angelegt, dass es durch Einlegeböden zusammen mit der Bühnenschräge als durchgehende Fläche genutzt werden kann. Der Zuschauerraum hat U-förmigen Grundriss und zwei Ränge.